# Дин (сосуд)

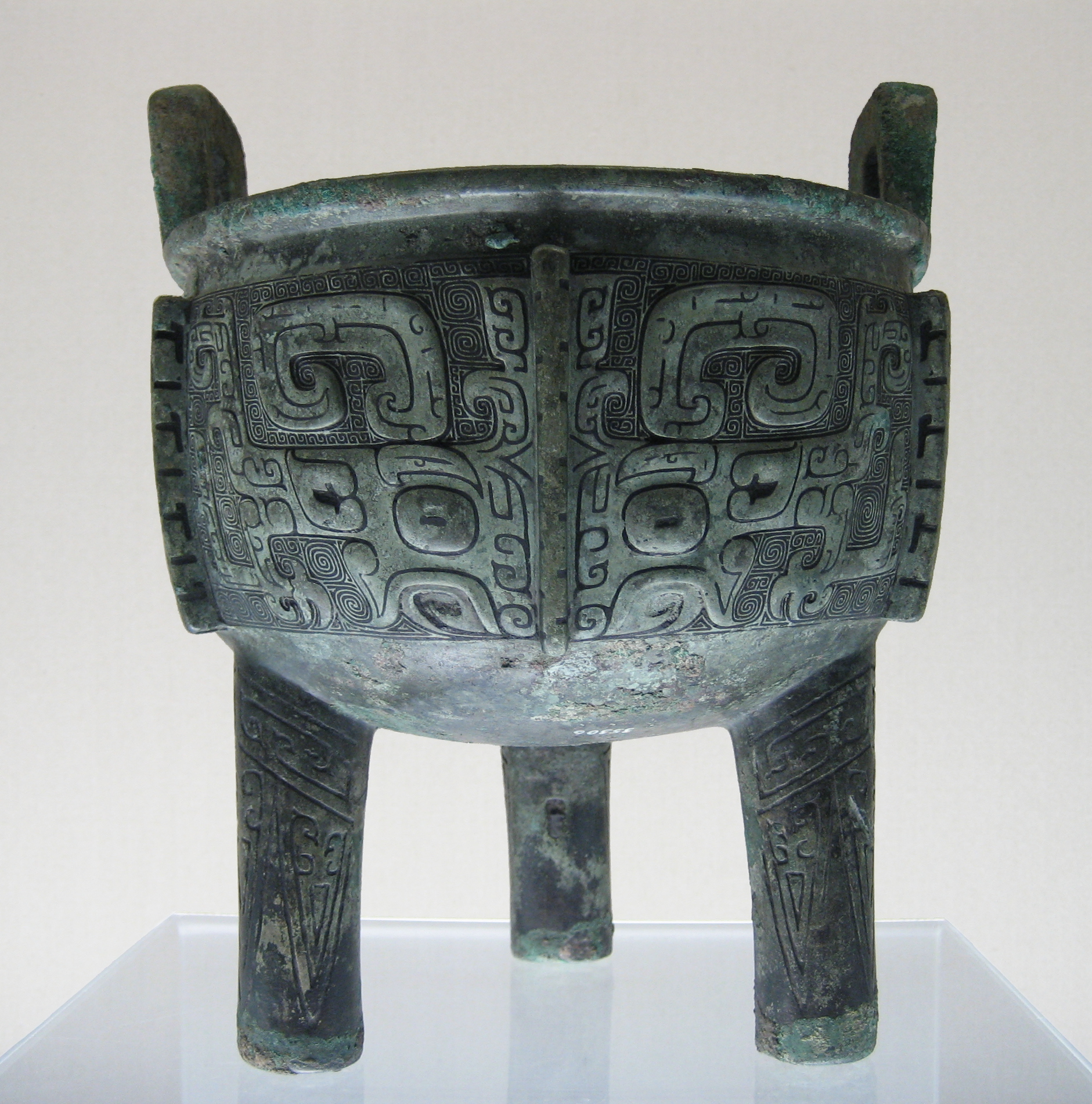
Треножник Дин, династия Шан

Дин (кит. 鼎; пиньинь: dǐng) — круглый бронзовый треножник для варки; также мог иметь квадратную форму и четыре ножки, наиболее известная форма ритуальной утвари в Китае.
Как и другие сосуды, использовался для жертвоприношения духам предков. Мог иметь на внутренней поверхности надпись цзиньвэнь и, как правило, был богато украшен снаружи. Являлся символом императорской власти. Согласно легенде, императором Юем были отлиты девять жертвенных треножников, по числу областей древнего Китая. В переносном смысле употреблялся как эпитет для характеристики крупного государственного деятеля.
В середине периода Западная Чжоу (1045—772 до н. э.) дин стал основой ритуальной реформы ле дин, согласно которой количество треножников (в паре с сосудом гуй), используемых в церемониях, должно было строго соответствовать аристократическому рангу. Помимо сосудов, реформа затрагивала нормирование количества танцоров в придворных труппах. Как свидетельствует Конфуций в «Беседах и суждениях», эти нормы нарушались уже при его жизни.
В эпоху Западная Чжоу сосуд дин с тремя или четырьмя ножками использовался в Китае для варки жертвенных зерна и мяса, после чего зерно перекладывали в сосуд гуй, имевший вместо ножек поддон.